# Émetteur du Donon-Sarrebourg

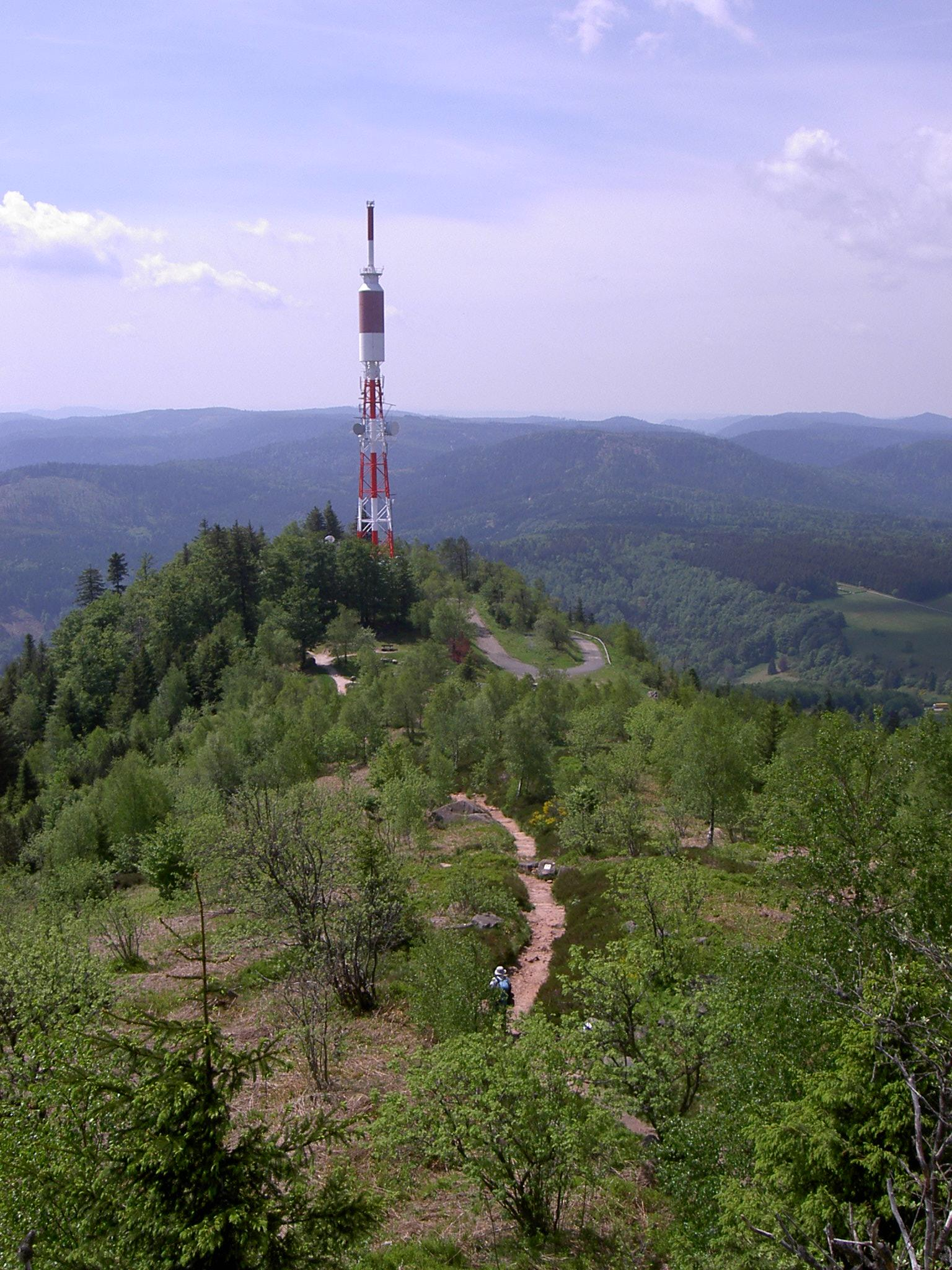
L'antenne de l'émetteur vue du sommet du Donon

L'émetteur de Sarrebourg-Donon selon l'appellation du CSA et TDF, mais appelé plus usuellement et coutumièrement émetteur du Donon est un émetteur de radio et de télévision, puis de téléphonie mobile et de télévision numérique (TNT), construit dans les années 1960 . Un grand sigle de l'O.R.T.F. ornait encore, en 2012, la façade du bâtiment.
Le Donon, en raison de sa position stratégique qui domine une vaste partie du nord de l'Alsace et du nord-est de la Lorraine, a été retenu pour l'implantation d'un émetteur de radiodiffusion d'une hauteur de 80 m environ, installé sur la commune de Grandfontaine (Bas-Rhin) à 964 m. Les antennes de télévision culminent à 1041 m au-dessus du niveau de la mer et diffusent la TNT depuis le 31 octobre 2007 sur une partie nord du département Bas-Rhin et le nord-est du département de la Moselle.

## Diffusion analogique

### Télévision
La fin de la diffusion analogique a eu lieu le 28 septembre 2010, comme dans l'ensemble de la région Lorraine.
| Numéro | Chaîne            | Puissance (PAR) | Canal |
| ------ | ----------------- | --------------- | ----- |
| 1      | TF1               | 66,1 kW         | 40H   |
| 2      | France 2          | 66 kW           | 53H   |
| 3      | France 3 Lorraine | 66 kW           | 50H   |

### Radio
L'émetteur du Donon sert aussi à la transmission de 3 stations de radio nationales publiques :
| Fréquence | Radio          | Puissance | RDS (PS) |
| --------- | -------------- | --------- | -------- |
| 90.3      | France Musique | 10 kW     | MUSIQUE_ |
| 93.1      | France Inter   | 10 kW     | __INTER_ |
| 99.4      | France Culture | 10 kW     | _CULTURE |

## Diffusion numérique

### Canaux, puissances et diffuseurs des multiplexes
| Multiplex | Canaux | Puissances (PAR) | Diffuseur |
| --------- | ------ | ---------------- | --------- |
| R1        | 23H    | 50 kW            | TDF       |
| R2        | 26H    | 47 kW            | TDF       |
| R3        | 47H    | 50 kW            | TDF       |
| R4        | 22H    | 50 kW            | TDF       |
| R6        | 25H    | 50 kW            | TDF       |
| R7        | 34H    | 50 kW            | TDF       |

### Composition des multiplex
La composition des multiplex (R1 à R6) a été remaniée en automne 2005 puis en décembre 2006. Trois opérateurs sont en place : opérateur de contenu (France 2, Canal+), opérateur de multiplex (GR1, NTN, CNH, Multi 4, SMR6) et un opérateur de diffusion (TDF, Towercast, Antalis). À noter que le multiplex 5 n'a pas encore d'opérateur.
Le 5 avril 2016, la TNT passe à la norme MPEG-4 sur la plupart des chaînes (LCI et Paris Première sont toujours diffusées en SD). Ce changement marque la disparition des multiplexes R5 et R8 et l'arrivée de deux chaînes gratuites : LCI, qui était jusque-là une chaîne payante et France Info, la chaîne d'information du service public qui a démarré le 1er septembre 2016.

#### Multiplex R1
| LCN | Nom de la chaîne  |
| --- | ----------------- |
| 2   | France 2          |
| 3   | France 3 Lorraine |
| 14  | France 4          |
| 27  | France Info       |
| 33  | Moselle TV        |

#### Multiplex R2
| LCN | Nom de la chaîne |
| --- | ---------------- |
| 8   | C8               |
| 15  | BFM TV           |
| 16  | CNews            |
| 17  | CStar            |
| 18  | Gulli            |

#### Multiplex R3
| LCN | Nom de la chaîne |
| --- | ---------------- |
| 4   | Canal+           |
| 26  | LCI              |
| 41  | Paris Première   |
| 42  | Canal+ Sport     |
| 43  | Canal+ Cinéma(s) |
| 45  | Planète+         |

#### Multiplex R4
| LCN | Nom de la chaîne |
| --- | ---------------- |
| 5   | France 5         |
| 6   | M6               |
| 7   | Arte             |
| 9   | W9               |
| 22  | 6ter             |

#### Multiplex R6
| LCN | Nom de la chaîne |
| --- | ---------------- |
| 1   | TF1              |
| 10  | TMC              |
| 11  | TFX              |
| 12  | NRJ 12           |
| 13  | LCP              |

#### Multiplex R7
| LCN | Nom de la chaîne |
| --- | ---------------- |
| 20  | TF1 Séries Films |
| 21  | L'Équipe         |
| 23  | RMC Story        |
| 24  | RMC Découverte   |
| 25  | Chérie 25        |

## Téléphonie mobileet autres transmissions[4]
| Opérateur        | 2G  | 3G  | 4G  | FH  |
| ---------------- | --- | --- | --- | --- |
| SFR              | Oui | Oui | Non | Oui |
| Bouygues Telecom | Oui | Oui | Non | Oui |
| Free             | Non | Oui | Oui | Oui |

- Conseil départemental de la Moselle : PMR
- TDF : faisceau hertzien
- Service fixe d'Orange : faisceau hertzien